# アヴァロン

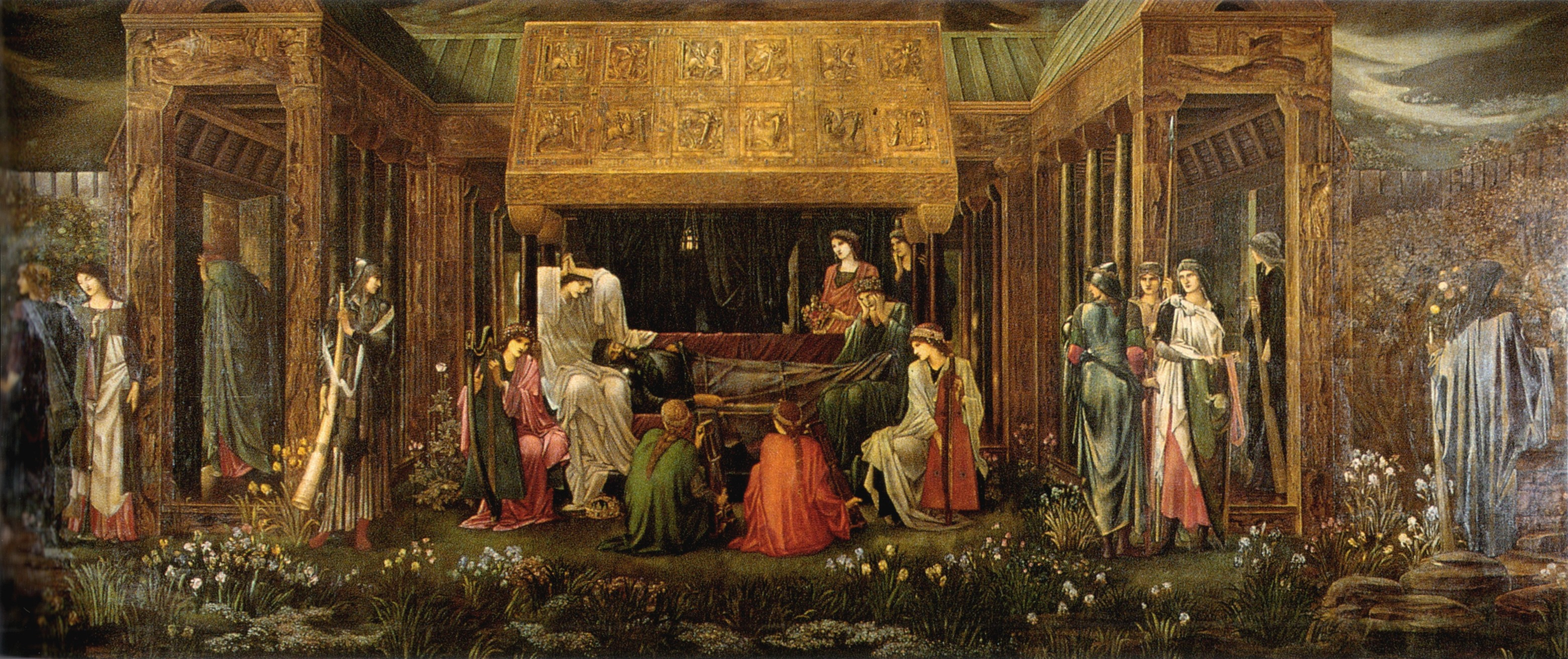
『アーサー王のアヴァロンでの最後の眠り』（エドワード・バーン＝ジョーンズ画、1881年 - 1898年）
瀕死の重傷を負ったアーサー王とアヴァロンを守護する9人の姉妹とタリエシンたち。

アヴァロン（Avalon、またはアヴァロン島）は、ブリテン島にあるとされる伝説の島。
アヴァロンはアーサー王物語の舞台として知られ、戦で致命傷を負ったアーサー王が癒しを求めて渡り最期を迎えたとされる。また、イエス・キリストがアリマタヤのヨセフとともにブリテン島を訪れた際の上陸地で、後にそこがイギリス最初のキリスト教会となったという伝説の場所としても語られる。この場合のアヴァロンの場所は、今日のグラストンベリーではないかと考えられている。
アヴァロンは美しいリンゴで名高い楽園であったとされ、名もケルト語でリンゴを意味する「abal」に由来すると考えられている。このような「恵みの島（Isle of the Blessed）」、「林檎の島」や「幸福の島」という概念は、インド＝ヨーロッパ系の神話には同様の例が多くあり、たとえばアイルランド神話のティル・ナ・ノーグ（Tír na nÓg）やギリシア神話のヘスペリデスの園（Hesperides、同様に黄金の林檎で知られる）などが有名である。

## アーサー王伝説

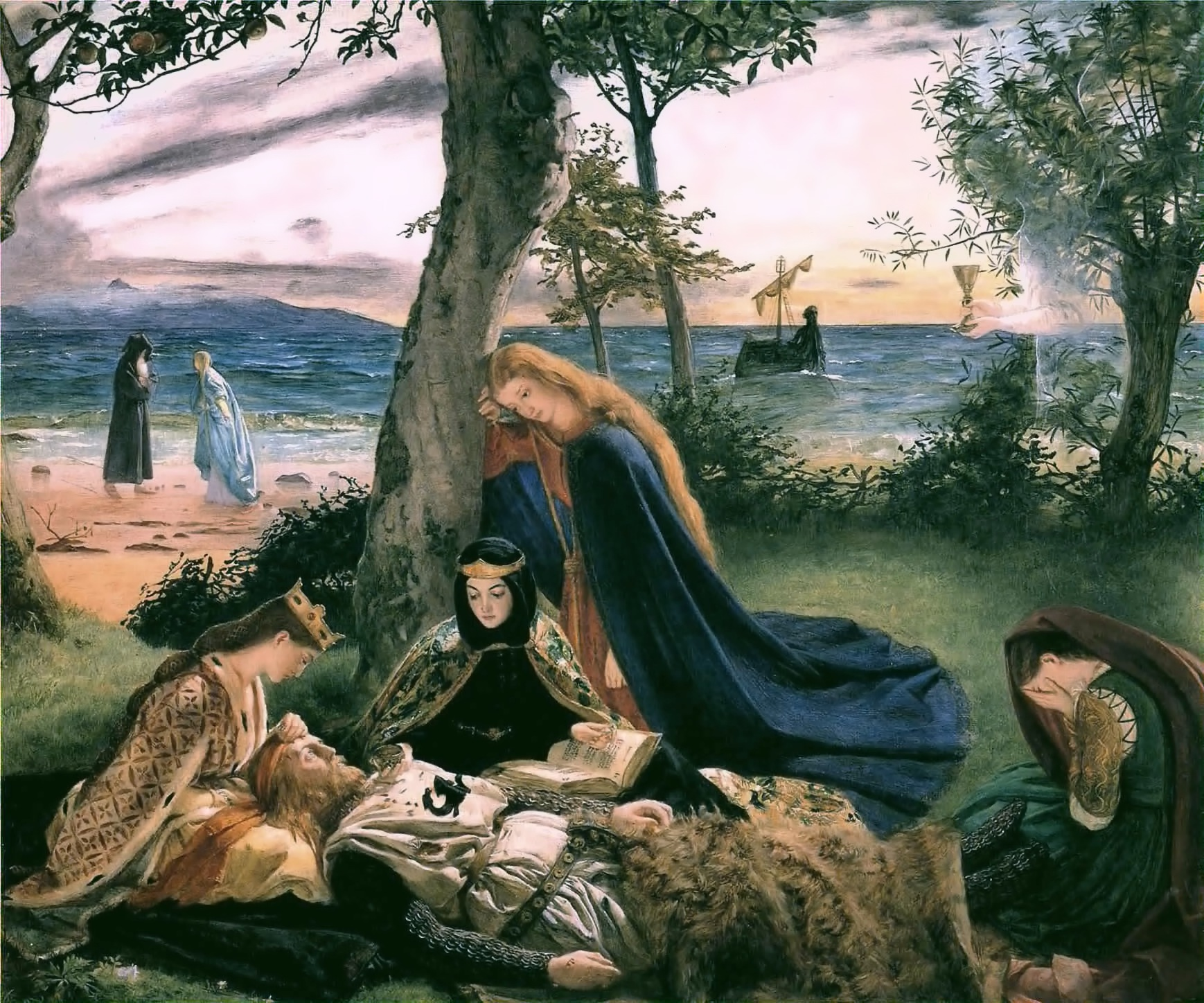
『アーサー王の死（アーサー王と三人の湖の乙女）』（ジェームズ・アーチャー画、1860年）
真っ黒な頭巾を覆い包むモーガン・ル・フェイは魔導書を探り、アーサー王の命を救う方法を探している。モーガン・ル・フェイはアーサー王の臨終時の守護者のような役割も果たした。

アヴァロンはアーサー王物語と特に強く結びついている。アヴァロンはアーサー王の遺体が眠る場所とされる。モードレッドとの戦い（カムランの戦い）で深い傷を負った彼は、アヴァロン島での癒しを求めて三人の生地の乙女（あるいは三人の湖の乙女や三人のうちの一人はアーサー王の異父姉であるモーガン・ル・フェイとする説もある）によって舟で運ばれ、この島で最期を迎えた。いくつかの異説によれば、アーサー王は未来のいつかに目覚めて人々を救うために帰ってくるため、ここで眠っているだけだという（アーサー王帰還伝説）。
アーサー王とアヴァロン島は、12世紀の歴史著作家であるジェフリー・オブ・モンマスの『ブリタニア列王史』において初めて結び付けられ、それによるとアーサーはモードレッドとの戦いで致命傷を負い、その傷を癒すためにアヴァロン島に運ばれたとある。
ジェフリー・オブ・モンマスの別の著作『マーリンの生涯』によれば、アヴァロン島を統べる九人姉妹の名前は、
1. モルゲン（Morgen）
2. モーロノエー（Moronoe）
3. マゾエー（Mazoe）
4. グリーテン（Gliten）
5. グリートーネア（Glitonea）
6. グリートン（Gliton）
7. ティーロノエー（Tyronoe）
8. ティーテン（Thiten）
9. ティートン（Thiton）

であるとされる。モルゲンは九人姉妹の筆頭女性で、医術と変形術に長ける。ティティス（Thitis）はシターンの名手である。

### グラストンベリー説

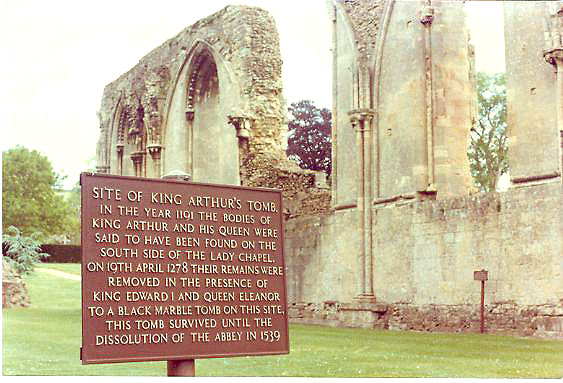
グラストンベリー修道院廃墟の「アーサー王の墓所」

リチャード獅子心王の治世の1191年、グラストンベリー修道院の墓地でアーサー王の古墓が発見されたとの発表がされた。ギラルドゥス・カンブレンシス（ウェールズのジェラルド）の同時代の著述（1193年頃）によれば、当時のグラストンベリー修道院長をつとめるヘンリー・ド・サリーの指導のもとに墓の探索が行われ、5メートルの深さから楢の木でできた巨大な棺のようなものと二体の骸骨を発見。また、そこには通常の習慣どおりの石蓋ではなく敷石がおかれ、石の裏側に貼りつけるようになって密接した鉛製の十字架には：

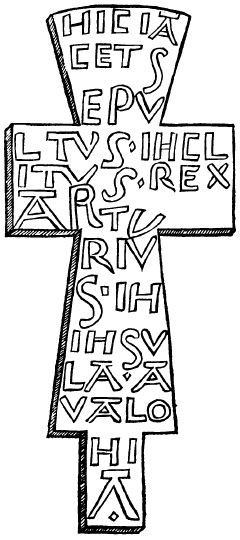
墓碑銘十字架。
ウィリアム・キャムデン著『ブリタニア』挿絵より。

「ここにアヴァロンの島に有名なるアーサー王横たわる。第二の妻ウェネヴェレイアとともに」

(ラテン語: Hic jacet sepultus inclitus rex Arthurus cum Weneuereia vxore sua secunda in insula Auallonia)

と刻印されていた。王墓の探索に着手したそもそもの理由については、リチャードの父ヘンリー2世がまだ存命の頃、年老いたブリトン人の歌人から、墓がそのくらいの深さから発見されるはずだ、という暗示を受けたからだとギラルドゥスは釈明している。 しかし、ある僧侶が、とりわけその場所にこだわって埋葬されることを切に望み、その遺志の場所を掘り起す作業に当たっているとき、単なる偶然で発見されたものだという、やや後年のラドルフス(ラルフ・オヴ・コッゲスホール)の記述もある。ギラルドゥスもラドルフスも、発見された場所は、2基のピラミッド状建造物の間としている。 ウィリアム・オヴ・マームズベリは、アーサーの墓には触れないが、修道院に建っていた高さの異なるピラミッドには詳述しており、それらには人物の立像があり、"Her Sexi"や"Bliserh"等々の刻名がされていたという
アーサー王と王妃の遺骸は、1191年当時、立派な大理石の石棺に移していったん安置されているが、1278年にエドワード1世夫妻臨席の元、検分が行われ、グラストンベリー修道院の主祭壇の前の地下に、大掛かりな儀式とともに再埋葬された。宗教改革でこの修道院が破壊され廃墟と化す前は、主祭壇下の埋葬地は巡礼たちの目的地になっていたという。
しかし、グラストンベリーの伝説は有名ではあるが眉唾物だと受けとめられていることが多い。中でも、棺にあった刻印は、6世紀の出来事とされるアーサー王伝説より時代が後にずれていると見られており、棺を発見した修道院による秘められた動機があるものと考えられる。これは当時のグラストンベリー修道院長が、他の修道院と競い自分の修道院の格を上げるため、様々な伝説を利用したと見られている。その結果、アーサー、聖杯、ヨセフが一つの物語の中で結び付けられることとなった。

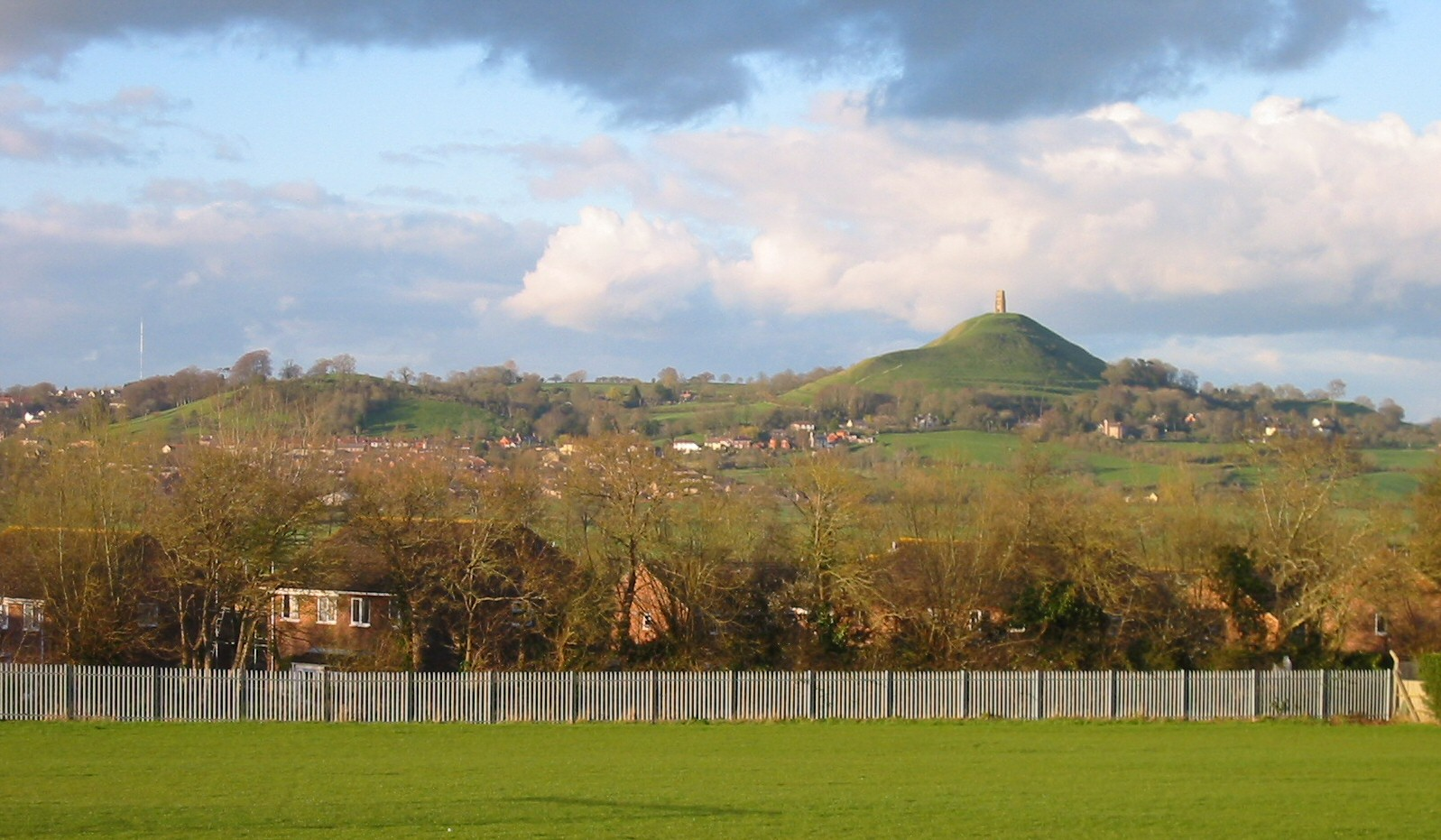
グラストンベリー・トー

早ければ11世紀初頭には、アーサー王がグラストンベリー近郊に突き出た円錐形の丘、「グラストンベリー・トー」に埋葬されたという伝説が形成された。周辺のサマセット低地に広がっていた湿地帯が乾燥するまでの頃、一面の沼地の中で高く丸く隆起していたグラストンベリー・トーの巨体はまるで島のように見えたことであろう。

### その他の場所の説

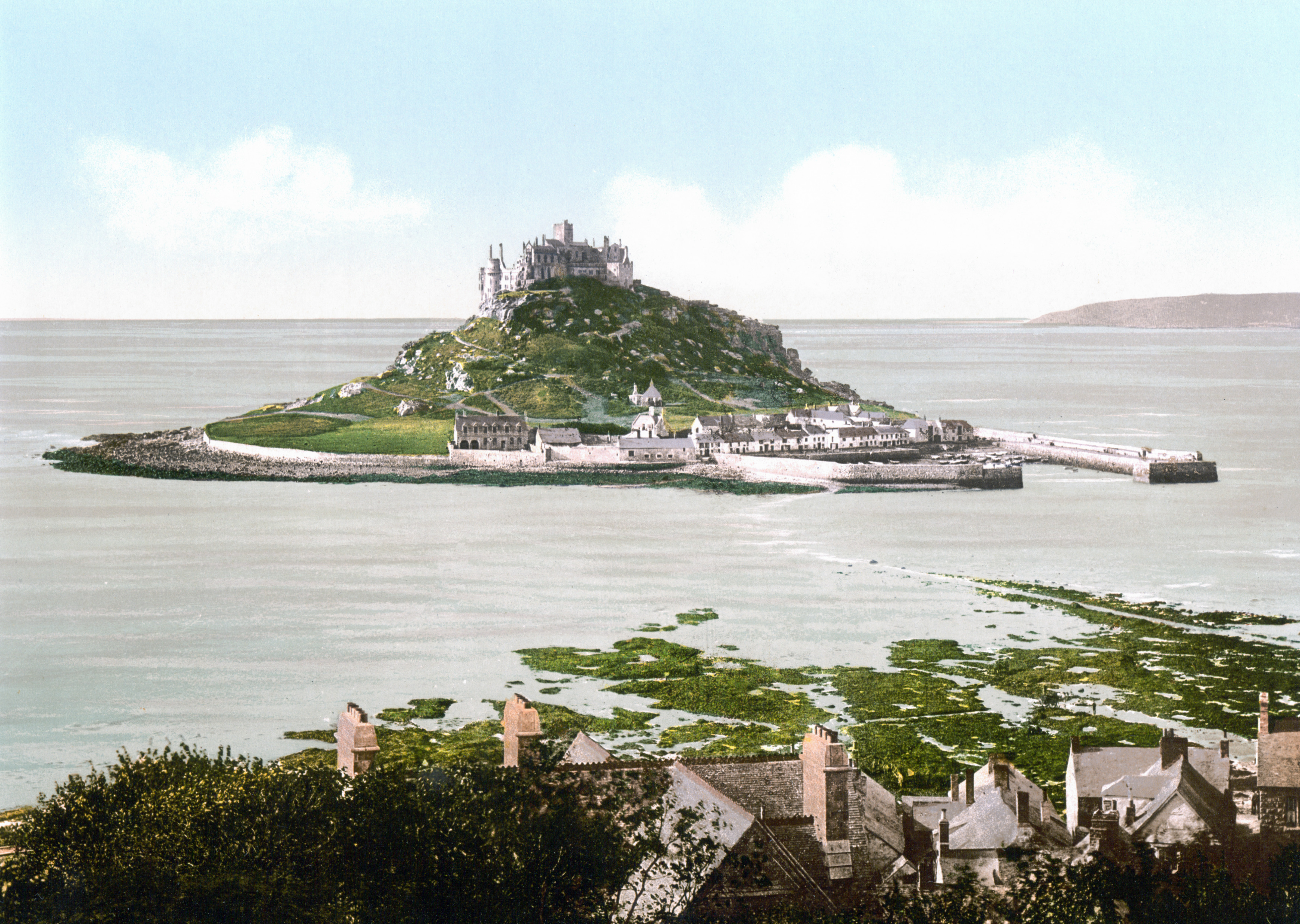
セント・マイケルズ・マウント

その他、アヴァロンと考えられている場所はフランスのブルターニュ半島沿岸にあるリル・ダヴァル（l'Île d'Aval）またはダヴァル（Daval）という島だという説や、あるいはかつてハドリアヌスの長城沿いにアバラヴァ（Aballava）という砦のあったイングランド最北部カンブリア州の村、ブラフ・バイ・サンズ（Burgh by Sands）という説もある。また、コーンウォール半島沿岸のセント・マイケルズ・マウントという島だという説もある。ここは他のアーサー王伝説の地に近く、干潮の時のみ浅瀬を渡ってたどり着ける島である。

## 語源
アーサー王伝説を紹介したジェフリー・オブ・モンマスによれば、アヴァロンとは「リンゴの島」と訳されている。リンゴ（アップル）はブルトン語およびコーンウォール語では「aval（アヴァル）」であり、ウェールズ語では「afal（アヴァル、「f」は「v」と発音する）」となる。